# نیروی دریایی سلطنتی مالزی
نیروی دریایی سلطنتی مالزی (مالایی: Tentera Laut Diraja Malaysia; TLDM) نیروی دریایی زیرمجموعه نیروهای مسلح مالزی است، که در سال ۱۹۳۴ تأسیس شد.